# Maria Venturi
María Venturi (Florencia, 1 de agosto de 1933- Brescia, 21 de febrero de 2024) fue una escritora y periodista italiana.

## Biografía
Estudió en la Universidad de Milán.
- 1984, Historia de amor, Milán, Rizzoli, ISBN 88-17-69100-3.
- 1987, La esposa en el cuadro, Milán, Rizzoli,  ISBN 88-17-69102-X.
- 1988, Querido amor, Milán, Rizzoli, ISBN 88-17-53830-2.
- 1989, Amar se aprende, 1ª ed., Milán, Ann,.
- 1989, La historia rota, Milán, Rizzoli, ISBN 88-17-69103-8.
- 1990, El cielo nunca cae, Milán, Rizzoli, ISBN 88-17-69104-6.
- 1992, Despedida y regreso, Milán, Rizzoli, ISBN 88-17-69105-4.
- 1993, La esposa que lo lleva, Milán, Rizzoli, ISBN 88-17-69106-2.
- 1994, Otra historia, Milán, Rizzoli, ISBN 88-17-69107-0.
- 1995, En la punta de mi corazón, Milán, Rizzoli,  ISBN 88-17-69108-9.